# Terahertz-Zeitbereichsspektroskopie
Die Terahertz-Zeitbereichsspektroskopie ist ein Terahertz-Spektroskopie-Verfahren, welches sowohl Phasen- als auch Intensitätsinformationen über elektromagnetische Signale im Bereich der Terahertzstrahlung liefert.

## Zu überwindende Probleme
Der Terahertz-Bereich des elektromagnetischen Spektrums liegt zwischen dem sichtbaren Spektralbereich und dem Mikrowellenbereich, bei Frequenzen zwischen 100 GHz und 10 THz. In diesem Bereich war die Erzeugung und Detektion von Strahlung schwierig. Denn die zur Erzeugung von optischer Strahlung genutzte Photonenemission bei der Relaxation von Elektronen zwischen Energieniveaus hat zu hohe Energien. Die zur Erzeugung von Mikrowellenstrahlung genutzten elektromagnetischen Schwingkreise dagegen liefern bei Frequenzen im Terahertz-Bereich zu wenig Leistung. Die Methode der Terahertz-Zeitbereichsspektroskopie nutzt Halbleitermaterialien, die durch Laserpulse im Femtosekundenbereich angeregt werden, zur Erzeugung und zur Detektion von Terahertzstrahlung.

## Grundlegender Aufbau

Schematischer Aufbau eines Terahertz-Zeitbereichsspektrometers

Zur Untersuchung von Proben mithilfe der Terahertz-Zeitbereichspektroskopie wird die Strahlung mit einem Laserpuls beim Erzeuger erzeugt und diese anschließend durch eine Substratlinse aus diesem ausgekoppelt, um Totalreflektion an dem Übergang Halbleiter/ Luft zu verringern. Die divergierende Strahlung wird durch einen Parabolspiegel parallelisiert und anschließend auf die zu untersuchende Probe geleitet. Nach Interaktion mit der Probe wird die Strahlung durch einen weiteren Parabolspiegel auf den Detektor gebündelt. Durch einen Strahlteiler wird derselbe Laserpuls, welcher auch den Erzeuger anregt, zur optischen Anregung des Detektors genutzt. Der durch die einfallende Strahlung erzeugte Strom wird verstärkt und als Messsignal aufgezeichnet. Da die Anregung des Detektors durch den Femtosekunden-Laserpuls sehr viel kürzer als die Dauer des einfallenden Signals ist, wird durch eine optical delay Unit das Eintreffen des Laserpulses nach und nach verögert, sodass durch wiederholte Messungen das gesamte Signal abgefahren werden kann.

## Signalauswertung

THz-Signal nach Probeninteraktion sowie Referenzsignal (ohne Probe)

Das aufgenommene Signal, verwendet wird meist die Stromstärke am Detektor, ist proportional zum elektrischen Feld der Terahertzstrahlung. Da das Signal zeitaufgelöst ist, enthält es sowohl Intensitäts- als auch Phaseninformationen. Durch den Vergleich mit einem Referenzsignal, das ohne die Probe aufgenommen wird, kann aus diesen Informationen zum Beispiel der Brechungsindex n sowie der Absorptionskoeffizient α ermittelt werden. 
Die Interaktion mit einer Probe führt einerseits zu einer Verringerung der Feldstärke, da ein Teil der Strahlung absorbiert wird. Dies zeigt sich an der verringerten Amplitude des Probensignals im Vergleich zum Refernzsignal. Außerdem verschiebt die Interaktion mit der Probe das Signal zeitlich nach hinten. Dies ist mit dem Brechungsindex der Probe zu erklären. Da dieser meist größer ist als der des umgebenden Mediums, breitet sich die Terahertzstrahlung in der Probe langsamer aus, als ohne die Probe.
Konkret ergibt sich der Brechungsindex als
{\displaystyle n(\omega )={\frac {c\,\Delta \varphi (\omega )}{\omega \,d}}}
und der Absorptionskoeffizient als
{\displaystyle \alpha (\omega )=-{\frac {2}{d}}\ln {\Biggl (}{\frac {(n(\omega )+1)^{2}}{4n(\omega )}}T(\omega ){\Biggr )}}.
mit
{\displaystyle c} – Lichtgeschwindigkeit im Vakuum
{\displaystyle \Delta \varphi } – Phasenverschiebung durch Probe
{\displaystyle \omega } – Frequenz der Terahertzstrahlung
{\displaystyle d} – Dicke der Probe
{\displaystyle T} – Transmissionskoeffizient: Amplitudenverringerung durch Probe

THz-Signal bei interner Mehrachreflexion

Bei bestimmten Proben kann es zu interner Mehrfachreflexion kommen, was sich als periodische Wiederholung des Eingangspulses im Signal zeigt. Dieses Phänomen ist auch als Fabry-Pérot-Effekt bekannt und kann bei der Dickenbestimmung der Probe helfen. Für die oben beschriebene Signalauswertung ist das sich wiederholende Signal aber störend und wird daher meist abgeschnitten.